# Captação de água da chuva no Sahel

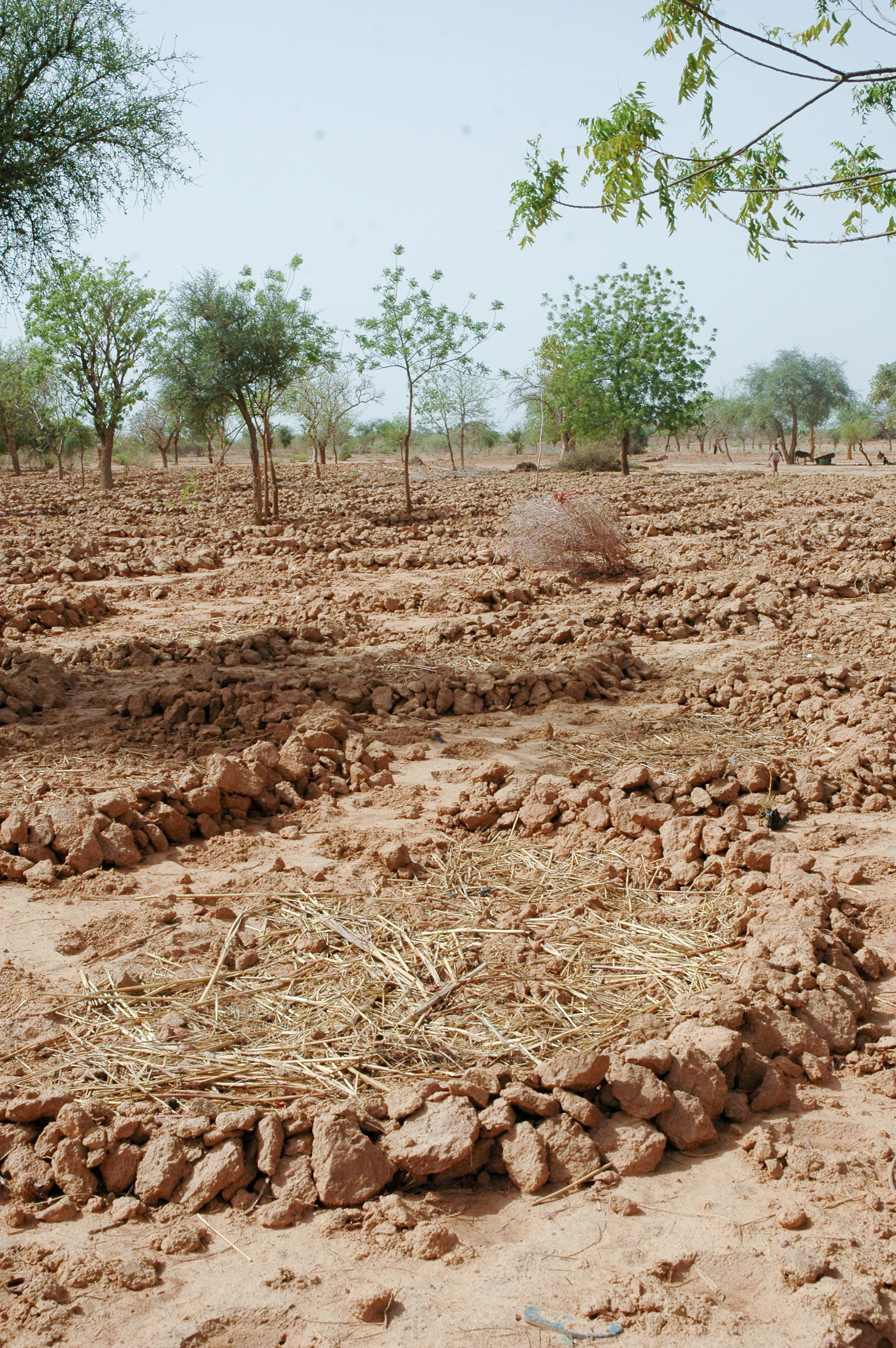
Covas de plantio, Niouma perto de Yako, província de Passoré, Burkina Faso

A captação de água da chuva no Sahel é uma combinação de estratégias agrícolas “indígenas e inovadoras” que “semeiam a chuva” e reduzem a evaporação, para que as culturas tenham acesso à humidade do solo durante o maior período de tempo possível. Nas terras áridas pobres em recursos da região do Sahel, em África, os sistemas de irrigação e os fertilizantes químicos são muitas vezes proibitivamente caros e, portanto, pouco comuns: por isso, aumentar ou manter o rendimento das colheitas face às alterações climáticas depende do aumento dos sistemas agrícolas de sequeiro existentes na região para "aumentar o armazenamento de água no solo e repor os nutrientes do solo". A captação de águas pluviais é uma forma de gestão agrícola da água. A captação de águas pluviais é mais eficaz quando combinada com sistemas de regeneração do solo e de gestão da matéria orgânica.

## Contexto

Gradiente da paisagem do Sahel, fotografado do espaço

O Sahel é uma região da África definida ecologicamente (e não geopoliticamente). O substantivo Sahel vem do árabe sāḥil (em árabe: ساحل) descrevendo uma fronteira, costa ou borda, que descreve apropriadamente as áreas de transição da África onde a savana se torna o hiperárido Deserto do Saara. (De acordo com o Concise Oxford Dictionary of World Place Names, "Os árabes consideravam o Saara um enorme oceano com o Sahel como a sua costa.") O Sahel atravessa o Senegal, a Gâmbia, a Mauritânia, o Mali, o Burkina Faso, o Gana, o Níger,  a Nigéria, os Camarões, o Chade, a República Centro-Africana, o Sudão do Sul, o Sudão e a Eritreia num cinturão de até 1 000 quilômetros (620 mi) de largura que abrange 5 400 quilômetros (3 360 mi) do Oceano Atlântico, a oeste, até ao Mar Vermelho, a leste. O Sahel é marcado por níveis decrescentes de precipitação do sul para o norte, mas o que define um ecossistema de terras secas não é necessariamente baixa precipitação. Em alguns casos, a secura é causada por altos níveis persistentes de evaporação (devido ao calor ou ventos dessecantes). A precipitação imprevisível também é frequentemente um fator.
As estimativas populacionais do Sahel variam dependendo das subdivisões políticas incluídas, mas a contagem ronda os 100 milhões de pessoas, incluindo quase um milhão de refugiados e deslocados internos. Os países da região do Sahel são principalmente pobres. Por exemplo, a bacia do rio Volta é ocupada por cerca de 20 milhões de pessoas que vivem nos países do Burkina Faso e do Gana; 61 por cento dos burquinenses e 45 por cento dos ganeses vivem com menos de US$1 por dia. Cerca de 12 milhões de agricultores na região (incluindo pessoas no Níger, Chade, Mauritânia, Mali e provavelmente Burkina Faso e Senegal), são ocasionalmente ou "crónicamente vulneráveis à insegurança alimentar e nutricional". A Brookings Institution descreveu os sahelianos como estando entre as "pessoas mais desfavorecidas, marginalizadas e pobres" da Terra.

### Produção de alimentos de subsistência

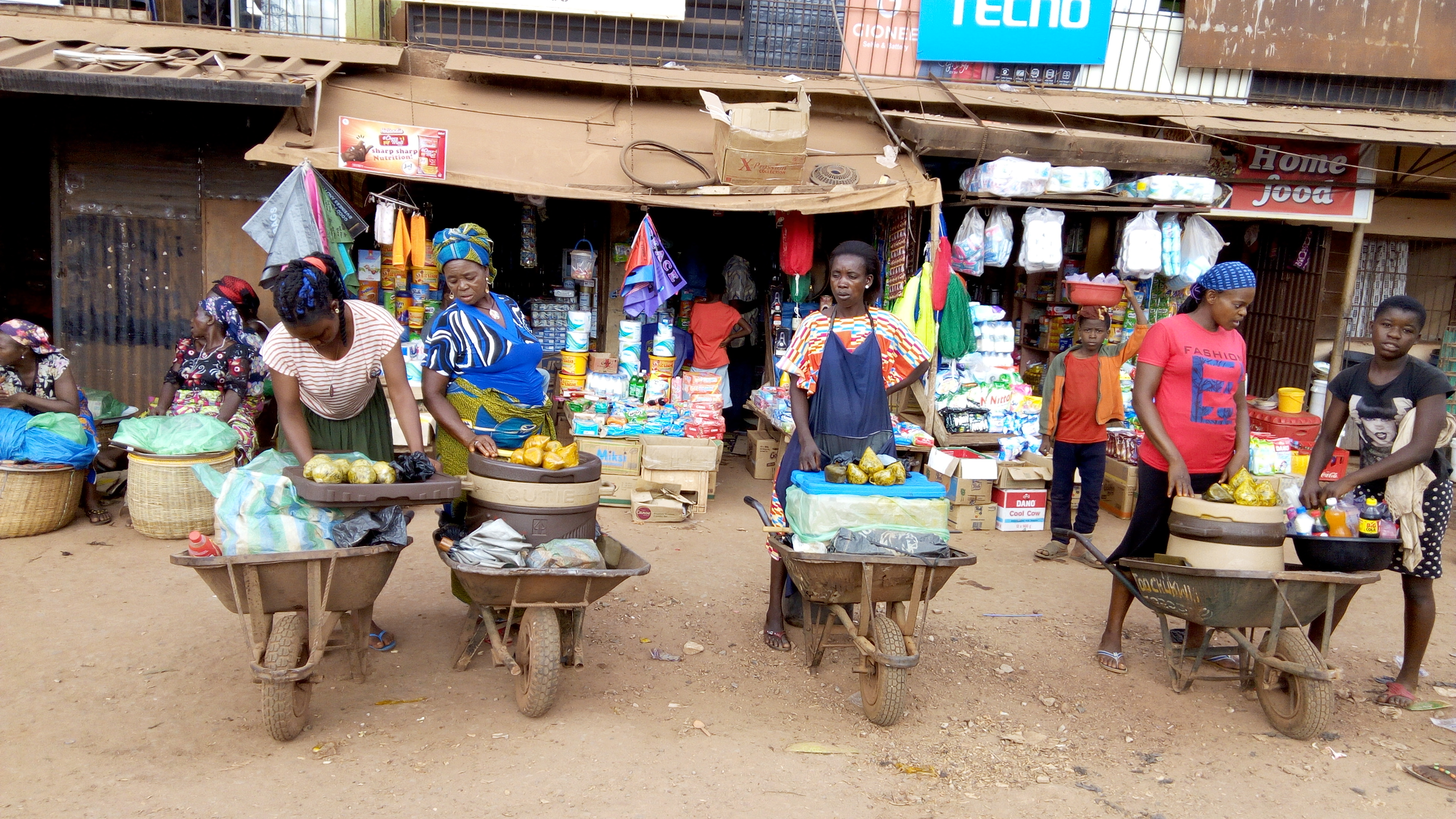
A irrigação no Sahel tende a ser reservada para culturas comerciais, como amendoim; estas mulheres nigerianas estão a vender okpa feito de amendoim

A agricultura contribui com entre 10 e 70 por cento do PIB para as economias da maioria dos países subsarianos. Os principais sistemas agrícolas do Sahel são os oásis, a pastorícia e a produção mista de cereais e raízes. As culturas de raízes são predominantemente batata-doce e mandioca; os cereais são predominantemente milheto e sorgo, com algum milho; o "gradiente de precipitação norte-sul define... um domínio norte-sul sucessivo de milheto, sorgo e milho". Prevê-se que as alterações climáticas nos próximos 25 anos diminuam a produção de cereais do Sahel em percentagens de dois dígitos, em grande parte devido ao aumento do calor. O Painel Intergovernamental sobre Alterações Climáticas também prevê reduções de dois dígitos devido ao aumento da variabilidade da precipitação.

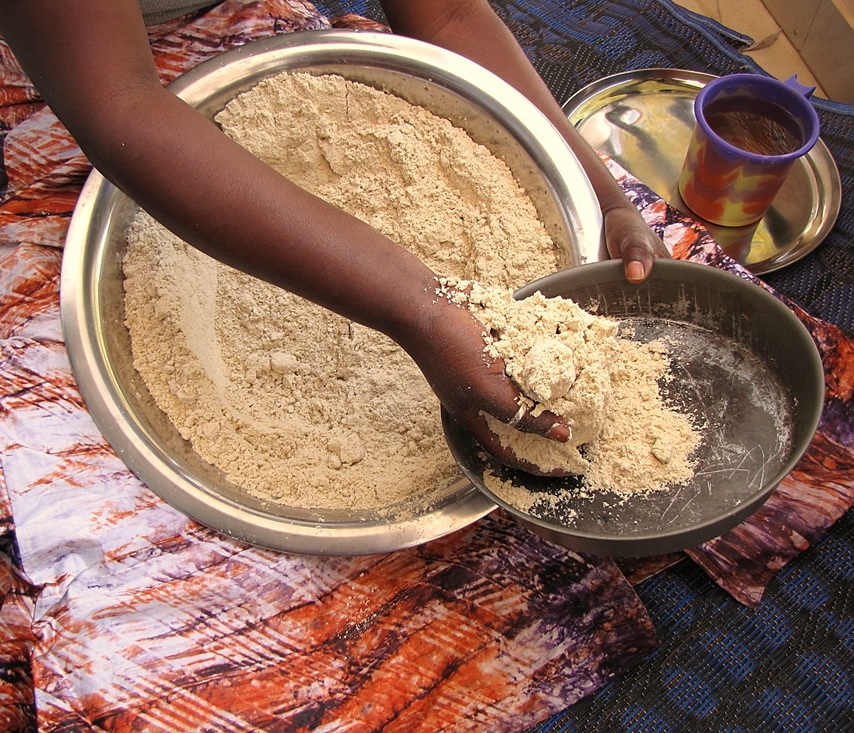
Farinha de painço moída na hora pronta para cuscuz de painço ou papa de painço; o painço, um ingrediente básico nas cozinhas da zona climática árida e semiárida do Sahel, tem muitos nomes locais: em Wolof, soungouf, em francês, farine de mil

Estima-se que as culturas básicas cultivadas localmente representem 90 por cento do consumo alimentar no Sahel, e 90 por cento destas culturas são cultivadas exclusivamente com recurso à agricultura de sequeiro. Uma transição geral africana para sistemas de irrigação do tipo do primeiro mundo é considerada improvável, e a região do Sahel tem um "potencial de irrigação especialmente limitado". De acordo com a Organização das Nações Unidas para a Alimentação e a Agricultura, não é provável que mais de 10 por cento da produção alimentar africana seja cultivada sob irrigação nos próximos 20 anos. A irrigação mecanizada, quando existe, limita-se normalmente a culturas comerciais mais lucrativas, em vez de culturas de subsistência. Portanto, para aumentar ou mesmo manter a capacidade de produção agrícola de sequeiro do Sahel, a "estratégia mais lógica... será melhorar a produtividade da sequeiro para a maioria dos produtos básicos".

### Precipitação e fertilidade
Os padrões de precipitação e a qualidade do solo são “restrições fundamentais” na produção alimentar saheliana. Os níveis de precipitação são geralmente baixos para começar e "altamente variáveis" para complicar as coisas. Esta variabilidade é uma causa comum de perda de colheitas devido ao "início e distribuição" imprevisíveis da precipitação;  os rendimentos dos cereais são afetados tanto pela data de início e duração da chuva como pela quantidade absoluta.  A maior parte do ano é a estação seca, que termina com ventos harmatão que sopram poeira do sul do Saara; a chuva geralmente cai entre um e quatro meses do ano, de junho a setembro.
Os solos do Sahel são tipicamente degradados, frequentemente “terras agrícolas abandonadas e com crostas” e “particularmente pobres em carbono orgânico ”. No Burkina Faso, um terço de todas as  terras está degradada. Os danos estruturais induzidos pelo homem nos solos causados pelos métodos agrícolas intensivos do século XX, "são especialmente evidentes durante as secas, quando a terra fica despojada de vegetação e os ventos erosivos e a água cobram o seu preço". Além do preço da erosão do solo e do vento em campos antigos, as práticas de queima ou remoção de resíduos de colheitas e a mudança para menos ou nenhum período de pousio devido ao aumento da densidade populacional (e à necessidade proporcionalmente maior de cultivar todas as terras acessíveis) contribuíram para novas diminuições na fertilidade natural.
O Sahel está salpicado de “manchas crostosas improdutivas” encontradas em “dunas antigas, planícies arenosas, encostas coluviais e terraços aluviais”. Estas manchas “vidradas” são conhecidas regionalmente como glacis e encontram-se, por exemplo, em aproximadamente 60 por cento de todas as terras degradadas no Níger. “Glacis” descreve uma encosta que se torna particularmente escorregadia, por qualquer motivo, e está relacionada com o termo no francês antigo glacier. As manchas glacis no Sahel são mais ou menos impermeáveis; a água da chuva escorre ou evapora, empobrecendo ainda mais o bioma do solo e, portanto, as plantas e as pessoas.

### Alterações climáticas

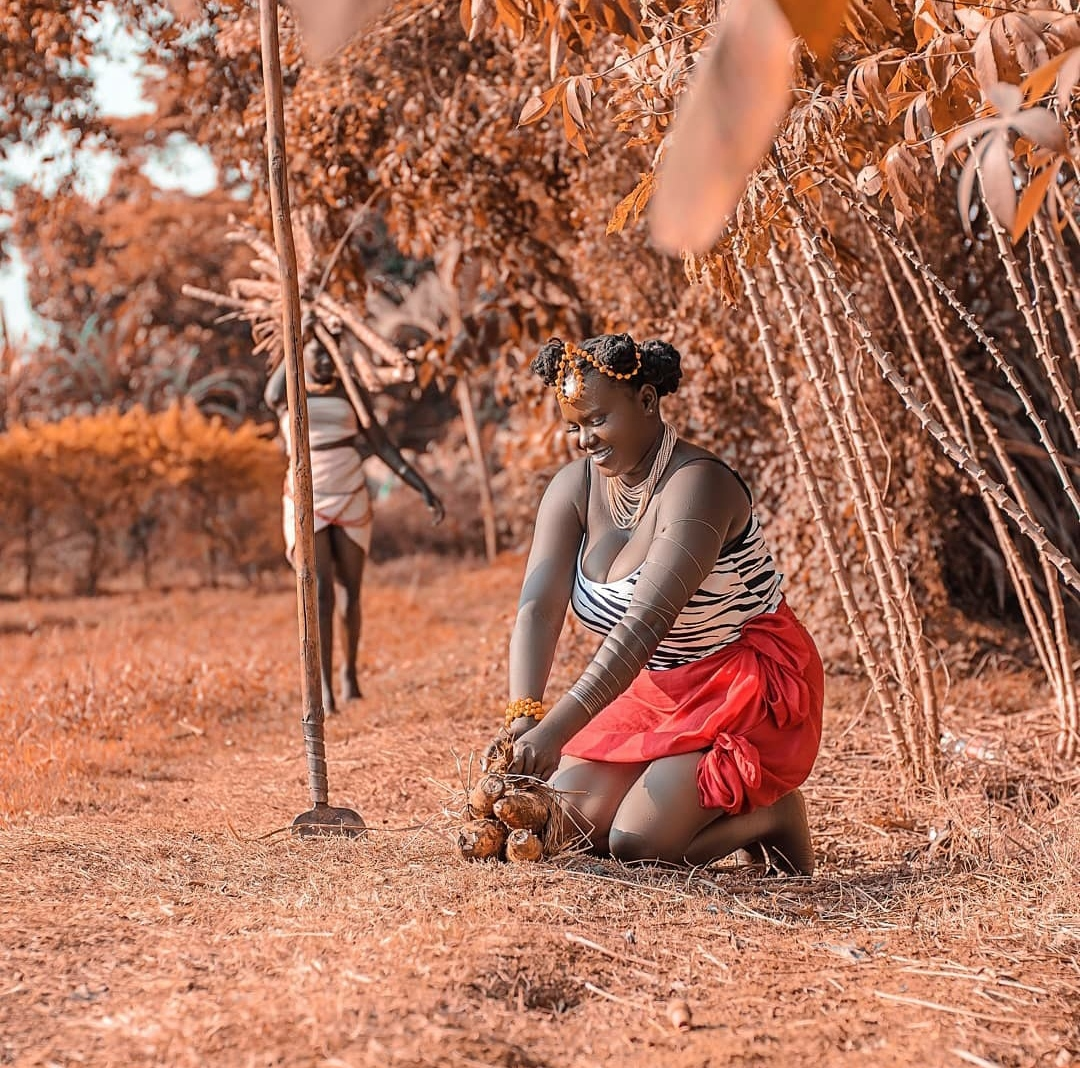
No Sudão do Sul, uma mãe colhe a raiz da mandioca enquanto que a sua filha coleta lenha

Mesmo antes de o impacto total das alterações climáticas ser sentido no Sahel, a região enfrenta desafios que incluem "estratégias de gestão insustentáveis, economias fracas, infraestruturas fracas, 'posse de recursos inadequada', intervenções inadequadas (como plantações de eucalipto) [e] instituições ineficazes". O futuro do Sahel é inseguro. Os impactos das alterações climáticas serão variáveis, mas existe uma "probabilidade de impactos negativos na maioria dos locais, devido ao aumento das temperaturas, à maior variabilidade da precipitação e a eventos meteorológicos mais extremos".

## Técnicas de captação de água da chuva no Sahel
O objetivo da recolha de águas pluviais no Sahel e noutras regiões eco-agrícolas de terras áridas é aumentar a capacidade de utilização de entradas irregulares de água. O armazenamento de água da chuva (através de técnicas frequentemente resumidas pelo epigrama " retardá-la, espalhá-la, afundá-la ") é possível com técnicas adequadas ao local e, à medida que mais água se torna "disponível para os ecossistemas... a sua capacidade de desempenhar as suas funções é melhorada". Além disso, a restauração do solo é possível e potencialmente abriria mais de 700,000,000 acres (280,000,000 ha) de terra em África para cultivo adicional, o que poderia por sua vez reduzir a desflorestação para fins agrícolas. O Níger implementou várias destas técnicas em larga escala a partir da década de 1980 e recuperou aproximadamente 250,000 ha (620,000 acres) de terras degradadas.
Os benefícios da recolha de águas pluviais (especialmente à escala comunitária) incluem água potável adicional para os animais, oportunidades de recuperação de terras, maior fertilidade do solo, crescimento acelerado de madeira para lenha e reforço de um padrão de ciclo virtuoso que conduz a mais precipitação  (as árvores produzem chuva). Qualquer uma ou todas as técnicas a seguir reduzem o escoamento de água e, portanto, aumentam o armazenamento de água no solo, geralmente produzindo cerca de duas a três vezes mais crescimento do que as culturas cultivadas nas mesmas regiões/condições sob um sistema mais convencional. Um estudo concluiu que as técnicas de recolha de águas pluviais do Sahel, quando geridas de forma adequada, aumentaram a retenção de escoamento até 87 por cento, duplicaram as taxas de infiltração de água e prolongaram a época de cultivo até 20 dias.

### Bouli

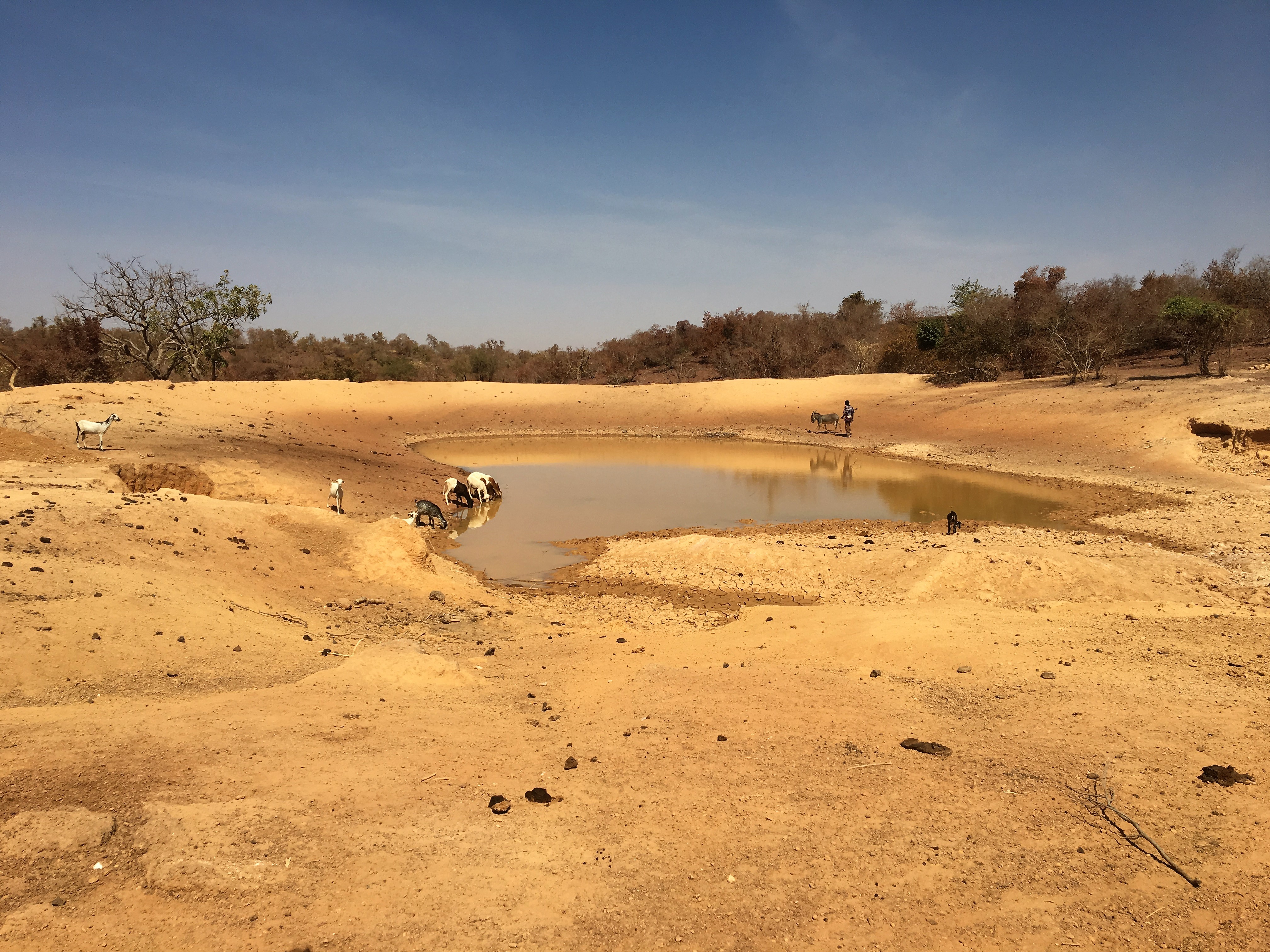
Bouli em Rambo-Wottionma, Burkina Faso

Um  fr é um pequeno lago artificial escavado "onde há convergência de escoamento" no ponto médio ou na base de uma encosta. Esta água tende a durar dois ou mesmo três meses no período seco após as monções. Além de fornecer água adicional para o gado e para as hortas, o bouli "pode recriar um ecossistema favorável à vida da fauna e da flora local, aumentando a recarga dos lençóis freáticos durante as secas e permitindo que a vegetação cresça mesmo durante o período seco". O bouli pode ser a técnica de recolha de águas pluviais mais mal estudada, apropriada para o Sahel, uma vez que existem relativamente poucos estudos sobre a mecânica e os benefícios deste sistema.

### Bunds

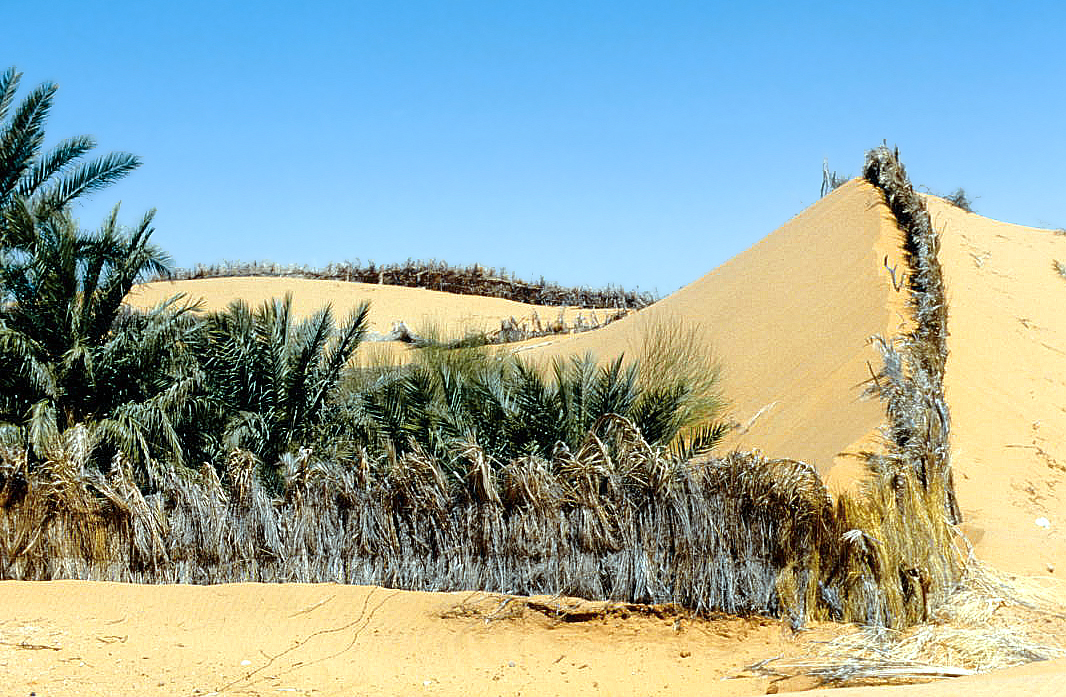
Barreira para retardar o avanço das dunas de areia nos arredores de Chingueti, Adrar, Mauritânia

Os agricultores mauricianos constroem weirs para reter a areia transportada pelo vento durante a estação seca e, durante as "chuvas pouco frequentes", estas barragens servem para minimizar o escoamento de água e maximizar a recarga das águas subterrâneas; as fileiras de pedras do Burkina Faso, Mali e Níger funcionam segundo princípios semelhantes. Fileiras de pedras, geralmente chamadas de bunds, são um meio tradicional e amplamente utilizado de melhoria da terra no Sahel. Dispostas em curva de nível, as fileiras de pedras minimizam a erosão do solo, mas também minimizam o escoamento de águas pluviais e oferecem microclimas favoráveis. Os bunds não dispostos paralelamente aos contornos naturais do terreno podem resultar em "alguma formação de ravinas durante os períodos chuvosos". Os bunds também podem ser feitos de terra, que era a prática original que precedeu o uso da pedra. Os bunds podem ser dispostos com até 30 metros de distância e podem ser plantados com vegetação indígena, como Andropogon gayanus ou Piliostigma reticulatum.
Tanto os bunds de terra como os de pedra são propensos à deterioração do material ao longo do tempo e exigem manutenção periódica; como regra geral, quanto mais pedras forem utilizadas, mais estável será a fileira. O Projet d’aménagement des terroirs et conservation des eaux (PATECORE) popularizou o sistema de três pedras para a construção de fileiras de pedras mais duráveis e resistentes a perturbações animais, nas quais uma pedra grande é colocada sobre três pedras menores.

## Demi-lunes ou meias-luas

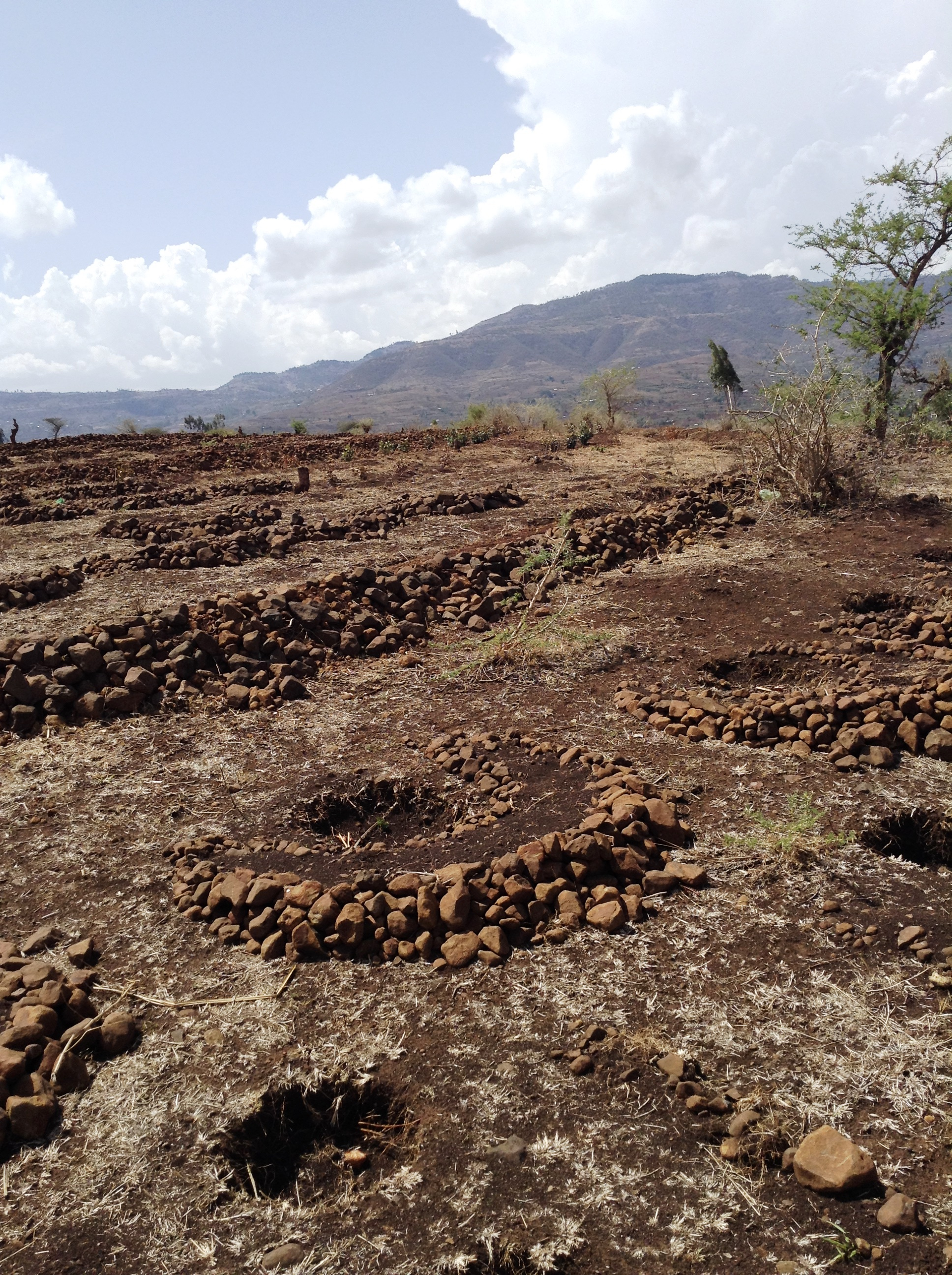
Bunds de pedra e demi-lunes construídos numa quinta na Etiópia

As meias-luas, conhecidas como  fr em grande parte do Sahel, devido à influência colonial francesa nas línguas regionais, são uma forma tradicional amplamente utilizada de cova de plantio semicircular. As meias-luas são formadas cavando um buraco de até quatro metros de largura, mas um pouco mais raso em profundidade, e "colocando a terra removida no lado descendente". As meias-luas são particularmente úteis para remediar os solos glaciais mais ou menos impermeáveis. Estas covas de plantio com bordas capturam e retêm matéria orgânica e humidade. Os detritos acumulados, por sua vez, atraem térmitas e outros invertebrados cujas ações criam passagens e poros na matéria orgânica, construindo húmus e permitindo melhor infiltração da água. Foi demonstrado que as meias-luas reduzem o risco de quebra de colheitas e aumentam a produtividade agrícola, especialmente com o uso de “insumos complementares”, como estrume animal.
As meias-luas, no entanto, são extremamente trabalhosas: "construir apenas uma leva várias horas" e a preparação das áreas de plantio deve ser feita durante a estação seca, quando o solo é muito duro e o calor pode ser intenso. De acordo com um relato baseado em entrevistas com famílias agrícolas do Sahel, "a preparação de [um hectare de demi-lunes ] equivale a dois a quatro meses-pessoa de trabalho, e é necessária uma manutenção anual de aproximadamente um mês-pessoa".

### Zaï, ou tassa
Um zaï é um “bolso de água” e é outro método de plantio indígena, desenvolvido em Yatenga. A palavra vem da língua Moré e significa algo como "levantar cedo e sair correndo para preparar o solo" ou mesmo "quebrar e fragmentar a crosta do solo antes da semeadura". Tassa é a palavra da língua Hausa para este conceito. Uma prática semelhante na região de Yako é chamada de guendo. Semelhantes às meias-luas, mas menores, os zaï geralmente têm de 24 a 40cm de largura, 10 a 25cm de profundidade, espaçados cerca de 40cm de distância numa grade no campo. Os Zaï são geralmente estabelecidos com “dois punhados” de matéria orgânica na forma de esterco animal, resíduos de colheitas ou uma combinação compostada dos dois. Estas fossas eram tradicionalmente utilizadas em pequena escala para recuperar terras degradadas de zipélé, mas agora estão a ser utilizadas em parcelas muito maiores. Os Zaï são mais adequados para uso em áreas que apresentam "isoietas de 300 e 800 mm de precipitação". Foi demonstrado que os Zaï aumentam os rendimentos entre 2,5 e 20 vezes o normal, "dependendo da cultura".
Tal como acontece com as meias-luas, a principal desvantagem dos zaï reside nas centenas de horas-homem necessárias para os construir. As famílias devem ter um grande número de trabalhadores aptos e capazes, ou “pagar pelos serviços da associação de jovens”.

#### Outras técnicas
Outras práticas benéficas e bem-sucedidas no Sahel incluem:
- Sebes viva [64]
- Cobertura de palha[64]
- Talhadia / talhadia de cabeça em vez de cortar árvores por atacado, idealmente deixando dois ou três brotos para o crescimento[16]
- Sistemas de padoques para animais em pastoreio[64]
- Cumes amarrados, um sistema de plantio que parece um waffle belga[48]

## Obstáculos à implementação

Paisagem da região de Mopti, Mali, em 1972, um período de seca severa no Sahel

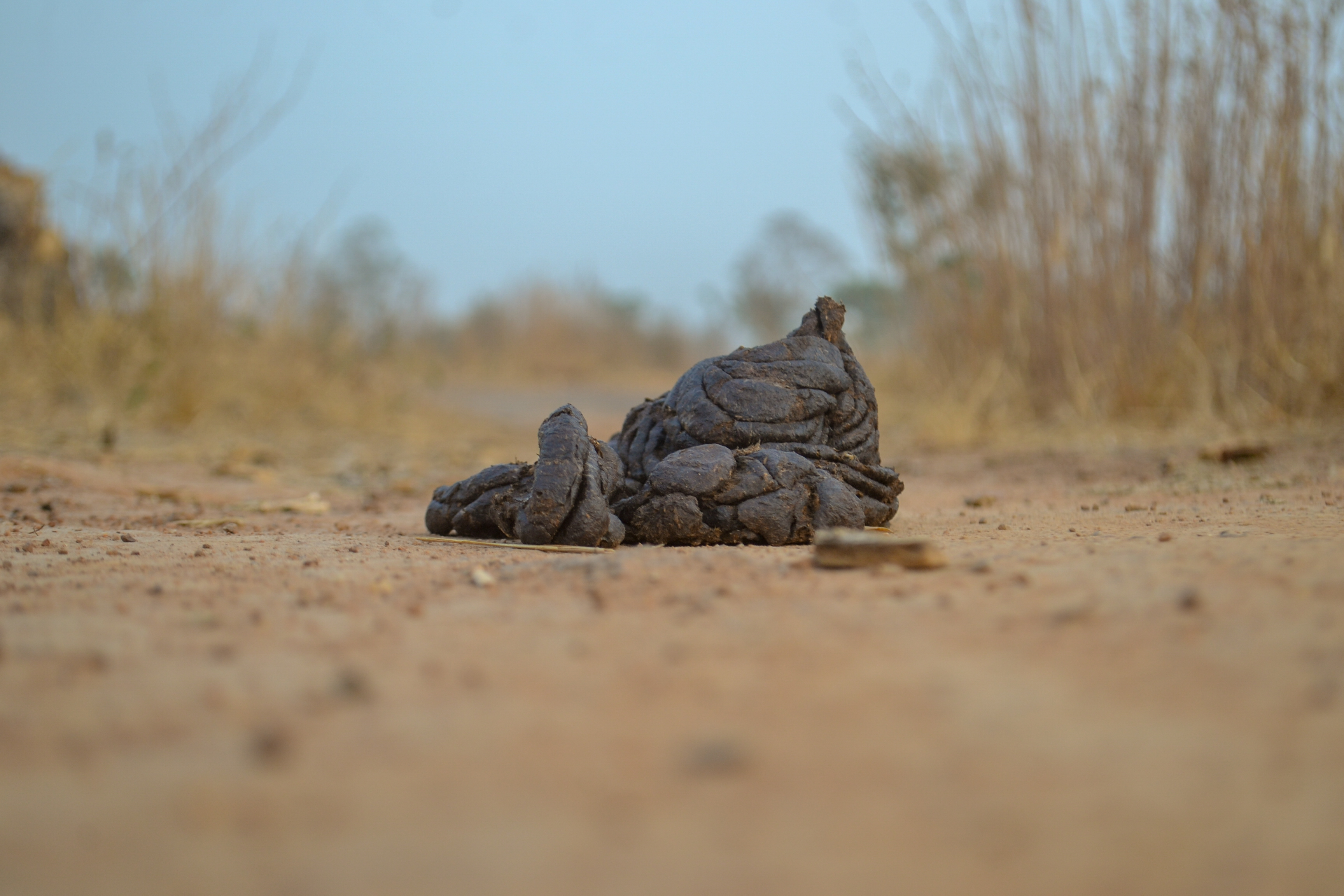
Estrume de vaca seco perto de Katari, Nigéria; em alguns casos, a escassez de esterco animal rico em nitrogénio é um fator limitante no estabelecimento de zaï e demi-lunes

A adoção generalizada de técnicas de recolha de águas pluviais no Sahel é até agora limitada por uma série de fatores, incluindo um elevado custo inicial de mão-de-obra. A quantidade e o peso maciços de pedras necessárias para estabelecer diques são muitas vezes proibitivos. Estima-se que 41.000kg de rocha são necessários para estabelecer fileiras de pedras em apenas um hectare de terra arável. Outros limites incluem a falta de conhecimento sobre estas técnicas e a ausência de programas de treino.
Nas palavras de um analista de desenvolvimento, "as estratégias de gestão agrícola da água têm sido excessivamente estudadas, excessivamente promovidas e excessivamente financiadas. No entanto, apesar dos esforços de numerosos projetos, a escassez de água ainda limita a produção agrícola da maioria dos pequenos agricultores e criadores de gado da bacia e os rendimentos dos cereais ainda estão muito abaixo do seu potencial". Um estudo concluiu que os programas de formação nas aldeias, "uma intervenção política de baixo custo", foram altamente eficazes no aumento da absorção de técnicas de recolha de águas pluviais.

## Precipitação anual no Sahel.Exemplo de um sistema agrícola árido pastoril-oásis emFada, ChadeVista do horizonte com oharmatãoa chegar"Árvore Dawadawano Gana.Ver também
- Efeitos das alterações climáticas na agricultura
- Reflorestamento
- Regeneração natural gerida por agricultores
- Terra preta